# Bassa Valle del Chiese
Bassa Valle del Chiese este o arie protejată (arie specială de conservare — SAC, sit de importanță comunitară — SCI) din Italia întinsă pe o suprafață de 27 ha, integral pe uscat.

## Localizare
Centrul sitului Bassa Valle del Chiese este situat la coordonatele 45°49′31″N 10°33′10″E / 45.825278°N 10.552778°E.

## Înființare
Situl Bassa Valle del Chiese a fost declarat sit de importanță comunitară în iunie 1995 pentru a proteja 17 specii de animale. Situl a fost protejat și ca arie specială de conservare în martie 2014.

## Biodiversitate
Situată în ecoregiunea alpină, aria protejată conține 5 habitate naturale: Cursuri de apă de la nivel de câmpie la nivel montan, cu vegetație Ranunculion fluitantis și Callitricho-Batrachion, Râuri cu maluri nămoloase cu vegetație de Chenopodion rubri p.p. și Bidention p.p., Păduri aluvionare cu Alnus glutinosa și Fraxinus excelsior (Alno-Padion, Alnion incanae, Salicion albae), Liziere de ierburi înalte hidrofile de câmpie și de nivel montan până la alpin, Fânețe de joasă altitudine (Alopecurus pratensis, Sanguisorba officinalis).
La baza desemnării sitului se află mai multe specii protejate:
- păsări (15): uliu păsărar (Accipiter nisus), pescăruș albastru (Alcedo atthis), fâsă de pădure (Anthus trivialis), caprimulg (Caprimulgus europaeus), lăstun de casă (Delichon urbicum), șoimul rândunelelor (Falco subbuteo), rândunică (Hirundo rustica), capîntortură (Jynx torquilla), sfrâncioc roșiatic (Lanius collurio), privighetoare (Luscinia megarhynchos), gaia neagră (Milvus migrans), muscar sur (Muscicapa striata), viespar (Pernis apivorus), codroșul de pădure (Phoenicurus phoenicurus), silvie porumbacă (Sylvia nisoria)
- pești (2): Salmo marmoratus, Telestes muticellus

Pe lângă speciile protejate, pe teritoriul sitului au mai fost identificate 7 specii de plante, 1 specie de amfibieni, 6 specii de mamifere, 1 specie de pești, 2 specii de reptile.